# Latte di riso
Il latte di riso, più propriamente bevanda di riso, è una bevanda alimentare vegetale a base di riso. In occidente viene usato come sostituto del latte vaccino in alcune diete come quella vegana, quella per intolleranti alle proteine del latte vaccino, al lattosio e altre diete.
In seguito ad una sentenza della Corte di giustizia dell'UE e al Regolamento UE 1308/2013, il nome "latte di riso" non può essere commercializzato nel territorio della Comunità europea e si deve ricorrere a sinonimi come "bevanda di riso".

## Proprietà organolettiche
È ricco di carboidrati, con un basso contenuto di grassi, quasi tutti polinsaturi. Solitamente, fra gli ingredienti, è presente l'olio di riso o l'olio di semi di girasole. Ha un sapore dolce che lo rende adatto alla preparazione dei dessert. È indicato per la colazione, bevuto freddo al naturale, oppure mescolato al caffè, all'orzo o al cacao solubile. Si presta anche ad essere impiegato nella preparazione dei frullati.

## Aspetti legali
Il 14 giugno 2017 la Corte di Giustizia dell'UE si è pronunciata riguardo all'uso del termine "latte" riguardo alla commercializzazione di derivati vegetali affermando che tale uso possa indurre in confusione il consumatore e che il termine "latte" (così come altri termini come "siero di latte", "crema di latte", "burro", "latticello" "formaggio" e "yogurt") non può essere usato per indicare prodotti di origine vegetale. In seguito alla sentenza i produttori e commercianti di latte di riso nel territorio della Comunità europea dovranno utilizzare diciture come "bevanda vegetale a base di riso". La sentenza fa riferimento all'allegato VII del Regolamento UE 1308/2013, relativo alla protezione della denominazione latte e dei prodotti lattiero-caseari all'atto della loro commercializzazione.